# Chrysopa reichardti
Chrysopa reichardti är en insektsart som beskrevs av Bianchi in Martynova och Valentin L'vovitsch Bianki 1931. Chrysopa reichardti ingår i släktet Chrysopa och familjen guldögonsländor. Inga underarter finns listade i Catalogue of Life.